# Kasseler Schlagd

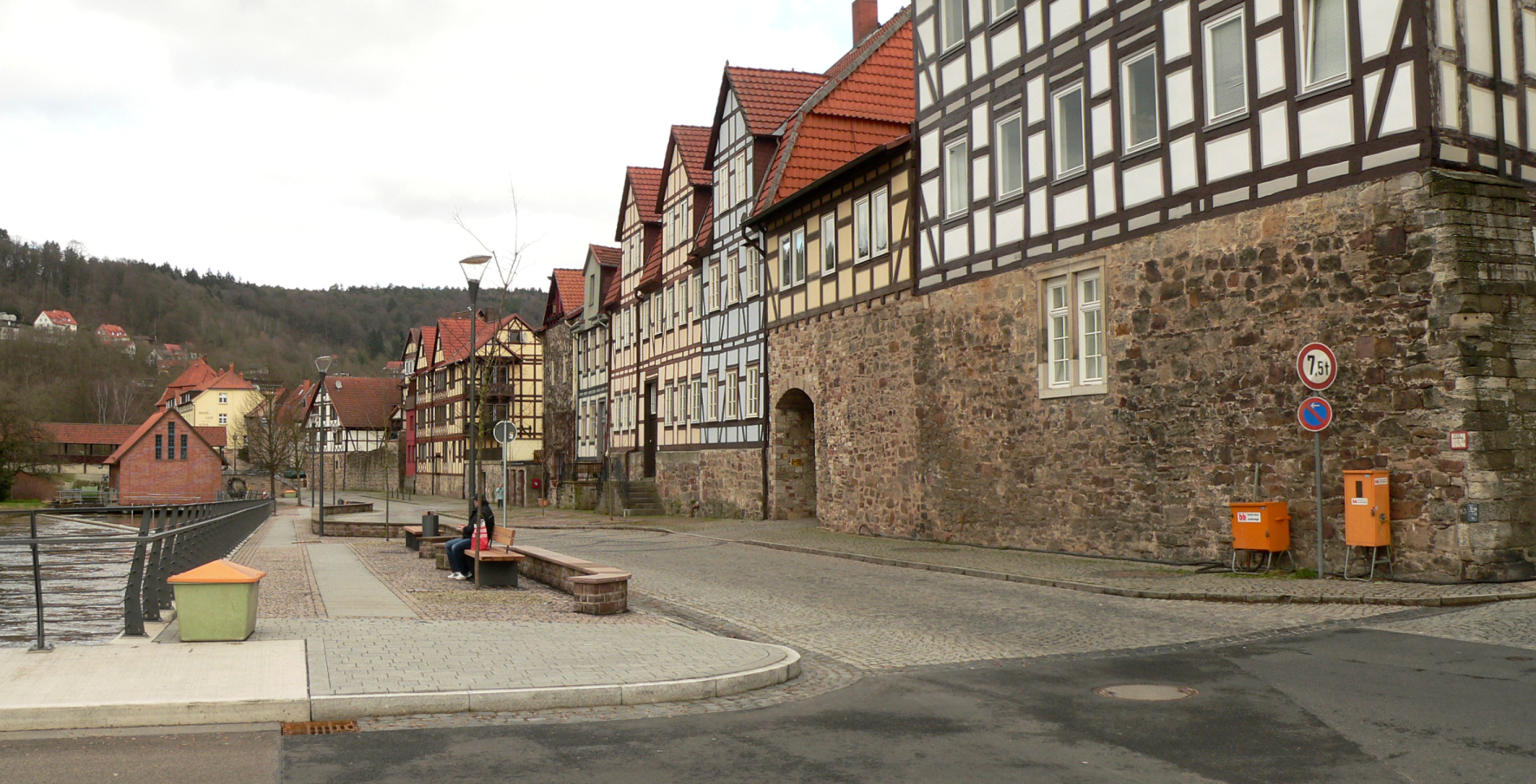
Die neu gestaltete Kasseler Schlagd, Reste der Stadtmauer überbaut, 2016

Die Kasseler Schlagd ist ein etwa 220 Meter langer Straßenzug in der Altstadt von Hann. Münden, der parallel zum Ufer der Fulda verläuft. Gleichzeitig handelt es sich um eine historische Schlagd, die ebenso wie die Bremer und Wanfrieder Schlagd über Jahrhunderte als Schiffsanlegestelle, Warenumschlags- und Handelsplatz diente.

## Name

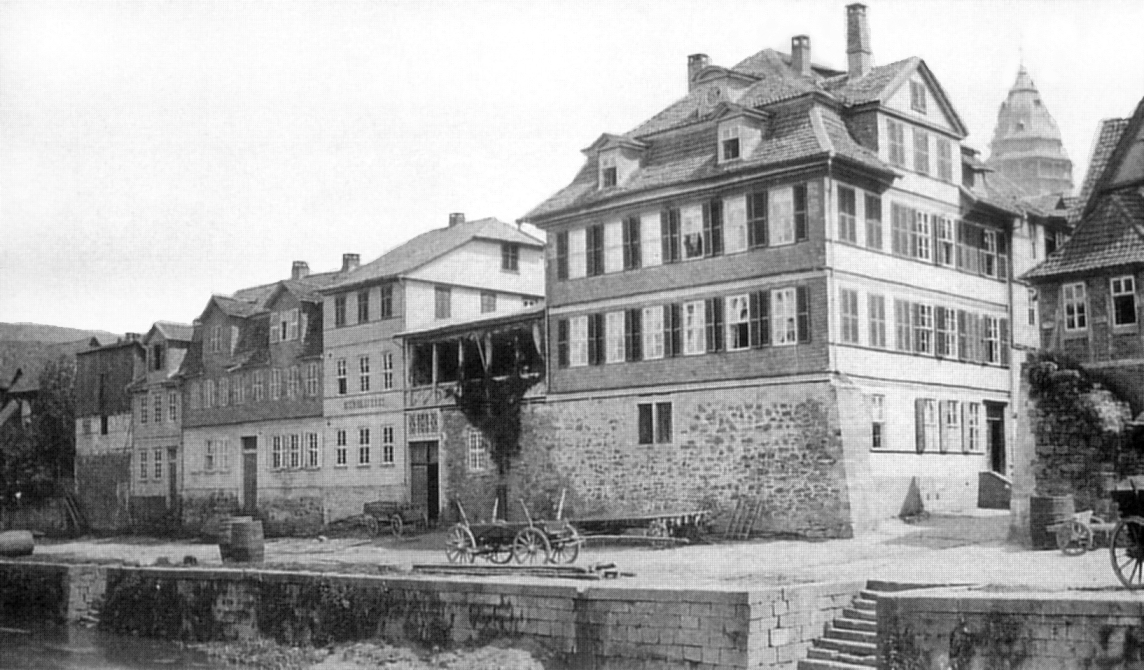
Die Kasseler Schlagd, 1870

Der Name Schlagd kommt von slagte für das Einschlagen von Uferpfählen, die mit Balken und Faschinenflechtwerk miteinander verbunden wurden und dadurch für die Uferbefestigung sorgten. Die Bezeichnung stammt aus dem Niederdeutschen und ist in anderer Form, wie im ursprünglicheren Schlacht, für ähnliche Uferbereiche im gesamten norddeutschen Raum verbreitet. Nach dem Ort Kassel wurde die Schlagd benannt, da die Schifffahrt auf der Fulda von Münden bis zu diesem Ort führte.

## Lage
Die Kasseler Schlagd ist eine Fortsetzung der Bremer Schlagd nach Süden. Sie beginnt im Norden an der Mühlenbrücke, die als Fußgängerbrücke die Altstadt über den Eselwerder mit dem Tanzwerder verbindet. Nach Süden verläuft die Kasseler Schlagd bis zum August Natermann Platz kurz vor der Pionierbrücke über die Fulda.

## Geschichte

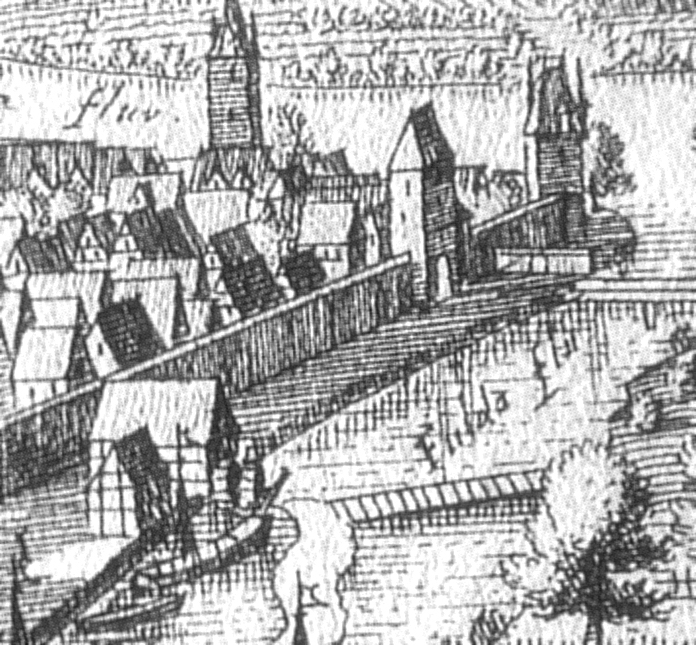
Die Kasseler Schlagd ist der Bereich zwischen der Graumühle mit einem Steg zum Tanzwerder und dem letzten Mauerturm der Stadtmauer auf einem Merian-Kupferstich von 1654

Das 1247 verliehene Mündener Stapelrecht verhalf der an den drei Flüssen Weser, Werra und Fulda gelegenen Stadt Münden zu wirtschaftlicher Blüte und anhaltendem Wohlstand. Die anfangs wahrscheinlich aus Holzbefestigungen bestehenden Schiffsanlegestellen wurden in den 1580er Jahren mit Mauerwerk befestigt, damit Schiffe bequem anlegen und Güter sicher aufbewahrt werden konnten. Herzog Erich II. verlieh der Stadt im 16. Jahrhundert das Recht auf die Erhebung von Schlagdgeld, da der Ausbau und die Instandhaltung der Schlagdanlagen hohe Kosten verursachte. Auf der Kasseler Schlagd wurde der Schiffsverkehr zwischen Kassel und Münden abgewickelt. Mit dem Aufkommen der Eisenbahn, die 1856 als Hannöversche Südbahn die Städte Kassel und Hannover verband, war der Binnenschifffahrtsverkehr in Münden rückläufig. 1905 wurden die Schlagden als Schiffsanlegestellen aufgegeben. Danach lief der Frachtverkehr auf der Weser über die 1906 errichtete Weserumschlagstelle.

## Gegenwart
Als Schnittpunkt zwischen der Stadt und den Flüssen stellen die historischen Schlagden in Hann. Münden aus denkmalpflegerischer Sicht ein Dokument des Handels und der Schifffahrt dar. Heute bilden die drei Schlagdbereiche gemeinsam mit den beiden Packhöfen, den Stadtmauerhäusern, der Alten Werrabrücke, dem Nadelwehr und den Werdern (Doktor-, Esel- und Tanzwerder) ein städtebaulich signifikantes sowie eindrucksvolles Ensemble. Nach dem Niedergang der Schlagden als Warenumschlagsplätze Ende des 19. Jahrhunderts wurden sie im Laufe des 20. Jahrhunderts zu Verkehrsflächen mit Parkplätzen degradiert. Auf diesen Missstand wies ein von der Stadt in Auftrag gegebenes Integriertes Städtebauliches Entwicklungskonzept (ISEK) von 2008 hin und empfahl wegen ihres touristischen Potenzials eine Sanierung sowie Umgestaltung der Schlagden. Bauliche Maßnahmen erfolgten in diesem Rahmen bisher (2016) an der Kasseler Schlagd.